# Kotiljong

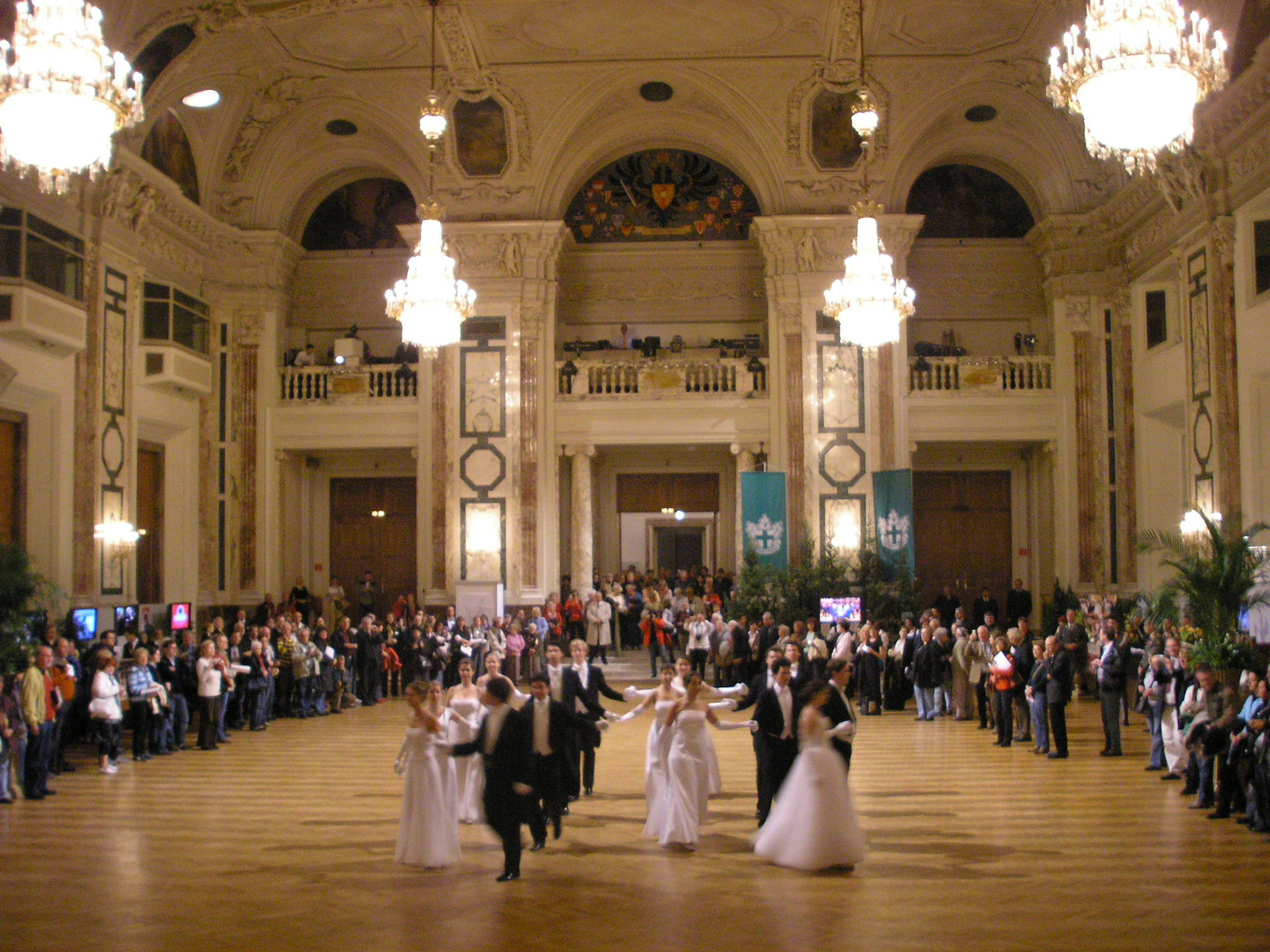
Kotiljong i festsalen, Hofburg, Wien, 2008

Kotiljong (franska: cotillon egentligen "underkjol") är en fransk sällskapsdans från början av 1700-talet.
Den är en kontradans liknande engelskan och kallades till en början contredanse française. Dess ovanliga namn tros ha kommit från några rader i en populär visa: Ma commère, quand je danse / Mon cotillon va-t-il bien?
Den omfattade från början en mängd turer, men utvecklades så att det till sist återstod bara fem till sex.
En variant, cotillon à quatre, utvecklades till dansen kadrilj. 